# 貝利·阿什福德
貝利．凱利．阿什福德上校（英語：Bailey Kelly Ashford，1873年9月18日—1934年11月1日）是一名美國醫生，曾服務於美國陸軍，後來在波多黎各的熱帶醫學院全職任教，協助聖胡安設立該學院。
貝利．阿什福德為治療貧血症的先驅之一，他在駐紮波多黎各的期間開展了針對鉤蟲的寄生蟲治療活動。貝利．阿什福德治癒了大約 300,000人（為波多黎各人口的三分之一），並使關於貧血的死亡率降低了90％。其亦是波多黎各貧血委員會的創始成員之一。

## 早年
1873年9月18日，貝利．阿什福德出生於華盛頓特區，為醫生弗朗西斯．阿什福德的五個孩子之一。他在公立學校和華盛頓特區的哥倫比亞大學（現為喬治華盛頓大學）接受了普通教育。1896年，阿什福德畢業於喬治城大學醫學院。他曾於當地幾間醫院擔任住院醫師。
1897年11月，阿什福德任職美國陸軍醫療隊中尉。1898年，美西戰爭爆發，他隨軍隊遠征波多黎各。

## 個人生活
阿什福德將波多黎各視作自己的第二故鄉，與當地女子瑪麗亞·洛佩斯·努薩（María López Nussa）結婚。他們育有三個孩子，分別是馬倫、瑪格麗特和葛洛麗亞．馬利亞。

## 職業生涯

### 鉤蟲治療
1899年，阿什福德在波多黎各龐塞的軍事總醫院擔任醫務官員，為首次描述並成功治療北美鉤蟲病的人。他是一位勤勞、積極於研究的臨床醫生，其對鉤蟲感染引起的貧血進行了詳盡的研究，找出鉤蟲感染是導致死亡的主要原因，造成了每年多達12,000人死亡。1903年至1904年間，阿什福德與同事佩德羅．古鐵雷斯．伊加拉維德斯（Pedro Gutiérrez Igaravídez）一起組織並拓展了寄生蟲治療和教育工作，治療了大約300,000人（約波多黎各人口的三分之一）。這項工作讓該貧血症的死亡率降低了90％。透過阿什福德的教授查爾斯．沃德爾．斯蒂爾斯（Charles Wardell Stiles），阿什福德的工作還促成了由約翰．D．洛克菲勒（John D. Rockefeller）所資助之旨在打擊美國南部鉤蟲的開創性運動。

### 貧血治療
阿什福德上校是波多黎各貧血委員會的創始成員之一。根據戰爭部長的特別授權，他於1904年至1906年間任職於委員會。

### 熱帶醫學院
1911年，貝利．阿什福德在波多黎各建設熱帶醫學研究所（後更名為熱帶醫學院）的提案得到了波多黎各參議院議長安東尼奧．巴塞羅的批准。他開始推動立法通過以授權開辦該學校，後來州長賀拉斯．曼恩．湯納（Horace Mann Towner）與他的內閣著手創建了熱帶醫學院。1916年7月，阿什福德晉升為中校，1917年5月晉升為上校。第一次世界大戰期間（1914—1918年），阿什福德上校擔任陸軍醫療部第一師團長，而後被指派至聖胡安。他離開波多黎各，前往法國朗格勒擔任美國陸軍衛生學校校長。他致力於建立「美洲熱帶地區真正的熱帶醫學院」，波多黎各熱帶醫學院於1925年正式落成。它隸屬於紐約哥倫比亞大學，後合併成為波多黎各大學的一部分。
1928年2月10日，阿什福德退役。任職軍醫的30年後，他擔任熱帶醫學院的全職教師職位，仍舊對熱帶醫學保持著濃厚興趣。他與醫師Isaac González Martínez和Ramón M. Suárez Calderon一同繼續進行與貧血有關的實驗。位於Rio Piedras的波多黎各大學校園，其熱帶醫學研究所的建築，即位於聖胡安的Puerta de Tierra，是該島為數不多的Neo-Plateresque建築風格之一。

## 遺產與榮譽

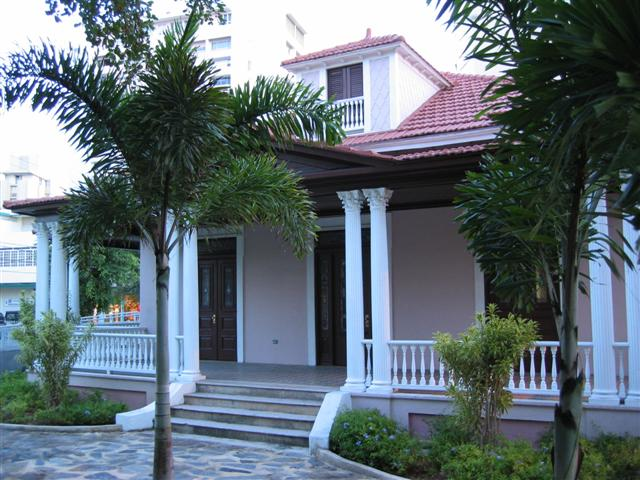
波多黎各孔達多的阿什福德之家被稱為Casa de Cultura Dr. Baily K. Ashford

為了紀念貝利．阿什福德，波多黎各聖胡安埃爾孔達多區（El Condado）的主要大道以他的名字命名，同樣位於孔達多的阿什福德長老會社區醫院和阿什福德醫療中心也以其名字命名。阿什福德位於孔達多的家目前正在進行保護及修繕。
1911年，阿什福德被喬治城大學授予名譽理學博士學位。 1915年，他被喬治城大學教授喬治．M．科伯和弗朗西斯．A．通多夫提名為諾貝爾生理學或醫學獎候選人。1925年，阿什福德因其在第一次世界大戰中服役而被授予傑出服務勳章。
1941年，美國熱帶醫學與衛生學會設立了「貝利．K．阿什福德獎」。該獎項頒發給職業生涯早期或中期於熱帶醫學領域做出傑出貢獻的人員。第一位獲得該獎項的人是勞埃德．E．羅茲布姆（Lloyd E. Rozeboom）。該獎章每年頒發一次，可頒發多個獎項。
1934年11月1日，阿什福德在聖胡安的家中去世。其遺體最初被埋葬於布魯克堡軍人公墓，1954年4月20日被重新安葬於巴亞蒙市的波多黎各國家公墓。

## 相關著作
阿什福德的著作包括：1904年出版的《波多黎各的貧血症》；1911年出版的《波多黎各的鉤蟲病》；以及1934年出版的回憶錄《科學戰士》。
- Amster, L. J. (1985). Bailey Ashford: ‘Prophet of Tropical Medicine.’ Hospital Practice, 20(4), 183–206.[19]
- Jose E. Nieves, Kathleen M. Stack, Colonel B.K. Ashford, A Brief Military Medicine Historical Review, Military Medicine, Volume 180, Issue 9, September 2015, Pages 934–936.[20]

## 探索更多
- 波多黎各人列表

## 外部連結
- 沃爾特里德陸軍醫療中心-貝利．K．阿什福德
- 阿什福德長老會社區醫院 （页面存档备份，存于）
- 貝利．K．阿什福德獎 （页面存档备份，存于）
- 美國熱帶醫學與衛生學會 （页面存档备份，存于）
- 貝利．K．阿什福德論文 （页面存档备份，存于）